# Этна (Вайоминг)
Этна (англ. Etna, Wyoming) — статистически обособленная местность, расположенная в округе Линкольн (штат Вайоминг, США) с населением в 123 человека по статистическим данным переписи 2000 года.

## География
По данным Бюро переписи населения США статистически обособленная местность Этна имеет общую площадь в 5,18 квадратных километров, водных ресурсов в черте населённого пункта не имеется.
Статистически обособленная местность Этна расположена на высоте 1776 метров над уровнем моря.

## Демография
По данным переписи населения 2000 года в Этне проживало 123 человека, 34 семьи, насчитывалось 44 домашних хозяйства и 55 жилых домов. Средняя плотность населения составляла около 24,2 человека на один квадратный километр. Расовый состав Этны по данным переписи распределился следующим образом: 93,50 % — белых, 1,63 % — чёрных или афроамериканцев, 3,25 % — представителей смешанных рас, 1,63 % — других народностей. Испаноговорящие составили 4,88 % от всех жителей статистически обособленной местности.
Из 44 домашних хозяйств в 45,5 % — воспитывали детей в возрасте до 18 лет, 65,9 % представляли собой совместно проживающие супружеские пары, в 9,1 % семей женщины проживали без мужей, 20,5 % не имели семей. 15,9 % от общего числа семей на момент переписи жили самостоятельно, при этом 13,6 % составили одинокие пожилые люди в возрасте 65 лет и старше. Средний размер домашнего хозяйства составил 2,80 человек, а средний размер семьи — 3,17 человек.
Население статистически обособленной местности по возрастному диапазону по данным переписи 2000 года распределилось следующим образом: 34,1 % — жители младше 18 лет, 4,1 % — между 18 и 24 годами, 29,3 % — от 25 до 44 лет, 19,5 % — от 45 до 64 лет и 13,0 % — в возрасте 65 лет и старше. Средний возраст жителей составил 34 года. На каждые 100 женщин в Этна приходилось 89,2 мужчин, при этом на каждые сто женщин 18 лет и старше приходилось 84,1 мужчин также старше 18 лет.
Средний доход на одно домашнее хозяйство в статистически обособленной местности составил 42 917 долларов США, а средний доход на одну семью — 44 375 долларов. При этом мужчины имели средний доход в 41 667 долларов США в год против 0 долларов среднегодового дохода у женщин. Доход на душу населения в статистически обособленной местности составил 17 423 доллара в год. Все семьи Этны имели доход, превышающий уровень бедности, 24,5 % от всей численности населения находилось на момент переписи населения за чертой бедности, при этом 17,1 % из жителей младше 18 и 48,1 % старше 65 лет.